# 子孫燈
子孙灯为一对有着男女娃娃图案或造型的灯。在部份地區中式婚禮中，女方于婚禮前一天须将子孙灯送至男家，男家收到后须将子孙灯安在洞房里架子床的上方。在用炕的地区的新房里没有架子床，因而会在炕头上方安有专门的支架以供放置子孙灯。此礼是反映先民的生殖繁衍崇拜，男女双方一起共同努力才能繁衍后代，同时也反映了传统传后尽孝的儒家思想。
在中国西北地区，送子孙灯也叫踩花堂。由于现代的床不一定是架子床，因此无法依古礼安装子孙灯，所以现代中式婚礼中采取变通的做法是把子孙灯放置床头。部分地区有子孙灯须由女方之亲友所赠，而不能为新娘本人购买之忌讳。依大部分地区的婚俗礼仪，安子孙灯须同时吟吉语，例如：“今夜大家送孩儿，新郎新娘笑微微，燕尔新婚鱼得水，早生贵子耀门楣。”
有些人會用一对男女造型的瓷娃娃代替子孫燈。